# 范鉁
范鉁（？—？），四川叙州府富顺县民籍湖广黄州府麻城縣人。

## 生平
贵州参政范懋和孫。叔范岷彙，号念湖，万历二十年壬辰会试一百二十一名，未殿试卒。范岷望，隆庆庚午举人，盐运司通判。從兄范鈁，字子元，同科进士，官兵部职方司郎中。從弟范鑛（范岷献子），四十七年己未科进士。
万历三十七年（1609年）己酉科四川乡试举人，四十一年（1613年）癸丑科進士，七年八月以殿工加二级，加升太仆寺正卿。崇祯二年四月以党附魏忠贤，削去殿工加衔并荫袭。